# فرد كوهلر
فرد كوهلر (بالإنجليزية: Fred Kohler)‏ هو ممثل أمريكي، ولد في 20 أبريل 1888 بكانساس سيتي في الولايات المتحدة، وتوفي في 28 أكتوبر 1938 بهوليوود في الولايات المتحدة بسبب نوبة قلبية.

## أعمال

### أفلام
- (1927) العالم السفلي
- (1927) طريق اللحم

## وصلات خارجية
- فرد كوهلر على موقع IMDb (الإنجليزية)
- فرد كوهلر على موقع ألو سيني (الفرنسية)
- فرد كوهلر على موقع أول موفي (الإنجليزية)
- فرد كوهلر على موقع قاعدة بيانات الأفلام السويدية (السويدية)
- فرد كوهلر على موقع إن إن دي بي (الإنجليزية)
- فرد كوهلر على موقع قاعدة بيانات الفيلم (الإنجليزية)
- فرد كوهلر على موقع كينوبويسك (الروسية)